# نجم AM السلوقيان

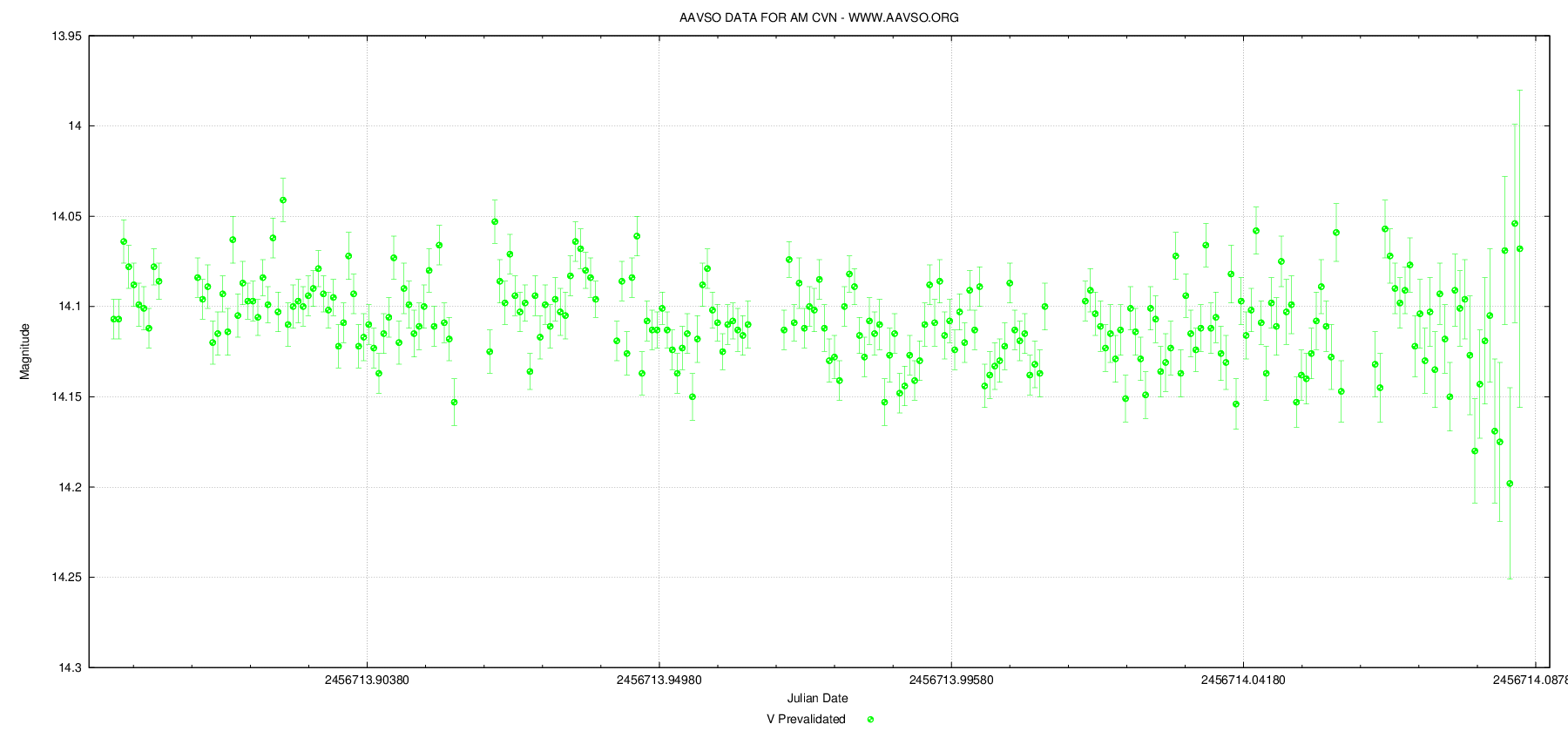

متغير السلوقيان الكارثي AM  نجم AM CVN، أو نجمة AM Canum Venaticorum، هو نوع نادر من النجوم المتغيرة الكارثية سميت انواعها نسبة للنجم AM Canum Venaticorum أو نجم السلوقيان آية إم وهو اسم يطلق على النجوم الثنائية التي ينعدم فيها الهيدروجين. في هذه المتغيرات الثنائية الزرقاء الساخنة، القزم الأبيض الفقير الهيدروجين يراكم المادة من نجم مدمج رفيق .
هذه الثنائيات لها فترات مدارية قصيرة للغاية (أقل من ساعة واحدة تقريبا) ولها أطياف غير عادية يهيمن عليها الهليوم مع غياب الهيدروجين أو انة ضعيف للغاية.ومن المتوقع أن تكون مصادر قوية للموجات الثقالية قوية بما فيه الكفاية ليتم الكشف عنها عن طريق هوائي مقياس التداخل الليزري الفضائي (LISA).

## المظهر الخارجي
نجوم AM CVn تختلف عن معظم المتغيرات الكارثية الأخرى (CVs) في عدم وجود خطوط الهيدروجين في أطيافها.وهي تظهر سلسلة متصلة عريضة منسجمة مع النجوم الساخنة ذات الامتصاص المعقد أو خطوط الانبعاثات. بعض النجوم تظهر خطوط الامتصاص وخطوط الانبعاثات في أوقات مختلفة. ومنذ فترة طويلة كان من المعروف أن نجوم AM CVn تعرض ثلاثة أنواع من السلوك: سلوك متفجر حيث تظهر تغير قوي في فترات من 20-40 دقيقة.والحالة العالية، حيث تظهر اختلافات في السطوع لبضعة أعشار من قوته خلال فترات قصيرة متعددة، لحوالي 20 دقيقة اوأقل. وفي حالة الثالثة التي تسمى حالة انخفاض، لا يكون هناك تغير أو تباين في السطوع ولكن تختلف الأطياف في فترات أطول من 40 دقيقة إلى حوالي ساعة.